# Epicauta flobcina
Epicauta flobcina är en skalbaggsart som beskrevs av Pinto 1991. Epicauta flobcina ingår i släktet Epicauta och familjen oljebaggar. Inga underarter finns listade i Catalogue of Life.